# 1895年の映画
1895年の映画（1895ねんのえいが）では、1895年（明治28年）の映画分野の動向を展望し、発表されたおもな映画作品や、映画関係者の誕生についてまとめる。

## 出来事
- 2月/3月 - イギリスのロバート・W・ポールとバート・エイカーズ（英語版）が、35ミリフィルムを使う映画用カメラのポール＝エイカーズ・カメラを開発し、3月29日までにイギリスで最初の本格的な映画となる『Incident at Clovelly Cottage』を撮影した[1][2][3]。3月から6月にかけて2人は『The Oxford and Cambridge University Boat Race』や『ドーヴァーの荒波』などの作品を撮影したが、7月に2人は袂を分かった[2]。
- 2月13日 - フランスのオーギュストとルイのリュミエール兄弟が、撮影・現像・映写の機能を兼ねた映画装置であるシネマトグラフの特許を取得した[4]。シネマトグラフは軽量で手持ちが可能な装置であり、今日までのスクリーンに映写する映画の基本的形式を決定づけた[5]。リュミエール兄弟は1895年中にシネマトグラフを使って『工場の出口』『水をかけられた散水夫』など多数の短編映画を撮影した[6]。
- 3月22日 - リュミエール兄弟によるシネマトグラフの最初の上映会（私的な試写会）が、パリの国立工業奨励協会で行われ、『工場の出口』が上映された[7]。
- 4月21日 - アメリカのウィリアム・K・L・ディクソンとレイサム一家（父親ウッドヴィルと息子のグレイとオトウェイ）が共同開発した映写機のエイドロスコープ（英語版）（またはパントプティコン）のデモンストレーションが、ニューヨークで行われた[8][9]。レイサム一家は自らのカメラと映写機のために、レイサム・ループ（英語版）と呼ばれる機構を開発した。これはフィルムを巻き取る機構の中にフィルムの弛みを作ることで、断続的に動くフィルムにかかるストレスを軽減するもので、これにより長いフィルムを映写することが可能となり、その後の多くの映写機に採用された[8][9]。
- 5月20日 - ウィリアム・K・L・ディクソンとレイサム一家による最初の一般上映が、ニューヨークのブロードウェイ156番地で行われ、レイサム・ループにより撮影可能となった長尺のボクシング映画『Young Griffo v. Battling Charles Barnett』が上映された[9]。
- 8月10日 - フランスのレオン・ゴーモンが映画会社のゴーモン社を設立した[10]。ゴーモンはジョルジュ・ドゥメニー（フランス語版）と提携し、ドゥメニーが開発した動く映像装置フォノスコープ（フランス語版）を、撮影機のビオグラフ、上映機のビオスコープとして販売した[10][11]。
- 8月26日 - フランスのアンリ・ジョリ（フランス語版）が、キネトスコープの模造品の製造販売業者だったシャルル・パテ（フランス語版）と手を組んで開発した、キネトスコープと映写機の両方に対応する映画用カメラの特許を申請した[12]。
- 9月下旬 - アメリカのチャールズ・フランシス・ジェンキンス（英語版）とトーマス・アーマットが映写機のファントスコープ（英語版）を開発し、ジョージア州アトランタで開催された綿花博覧会（Cotton States and International Exposition）で上映した[13]。
- 11月1日 - ドイツのマックス（英語版）とエーミールのスクラダノフスキー兄弟が、独自の映写機のビオスコープの特許を取得し、ベルリンの劇場ヴィンター・ガルテン（ドイツ語版）で上映を始めた。これは有料で一般観客に公開した映画上映としては、ヨーロッパで最初のものとなる[14]。
- 11月8日 - アンリ・ジョリが、一度に4人が覗き見ることができる大型キネトスコープのフォトゾーイトロープの特許を取得した[12]。
- 12月28日 - パリのキャピュシーヌ大通り（英語版）にあったグラン・カフェの地階のインドの間で、一般観客に対し有料で、シネマトグラフの最初の商業上映を開始した[15][16]。一般的には、この日付が「映画誕生の日」とされている[16]。
- 12月30日 - アメリカの映画会社アメリカン・ミュートスコープ・アンド・バイオグラフ・カンパニー（英語版）（バイオグラフ社）が、ウィリアム・K・L・ディクソン、ヘンリー・マーヴィン (Henry Marvin)、ハーマン・キャスラー（英語版）、イライアス・B・クープマン（英語版）の4人からなるKMCDグループによって、ニュージャージー州に設立された[17][18][19]。キャスラーは同社設立までに、のぞき穴装置のミュートスコープと、70ミリフィルムを使用した撮影機のミュートグラフを開発した[20][21]。
- ウィリアム・K・L・ディクソンとその姉アントニア・ディクソン（英語版） が、映画を主題とする最初の歴史書である『History of the Kinetograph, Kinetoscope, and Kinetophonograph』をアメリカ合衆国で出版した[9]。

## おもな作品

### バート・エイカーズ
- ダービー、エプソムへの道[22] / The Derby
- Incident at Clovelly Cottage
- Opening of the Kiel Canal
- The Oxford and Cambridge University Boat Race
- ドーヴァーの荒波[22][23] / Rough Sea at Dover

### ウィリアム・K・L・ディクソン
- Billy Edwards and the Unknown a.k.a. Billy Edwards Boxing
- The Dickson Experimental Sound Film - 出演 ウィリアム・K・L・ディクソン（ヴァイオリン）、最初の有声映画

### ウィリアム・ハイセ
- アナベルのサーペンタインダンス / Annabelle Serpentine Dance - 出演 アナベル・ムーア
- Princess Ali a.k.a. Egyptian Dance
- Trilby Death Scene - プロデュース トーマス・エジソン
- Trilby Hypnotic Scene - プロデュース トーマス・エジソン

### ルイ・リュミエール

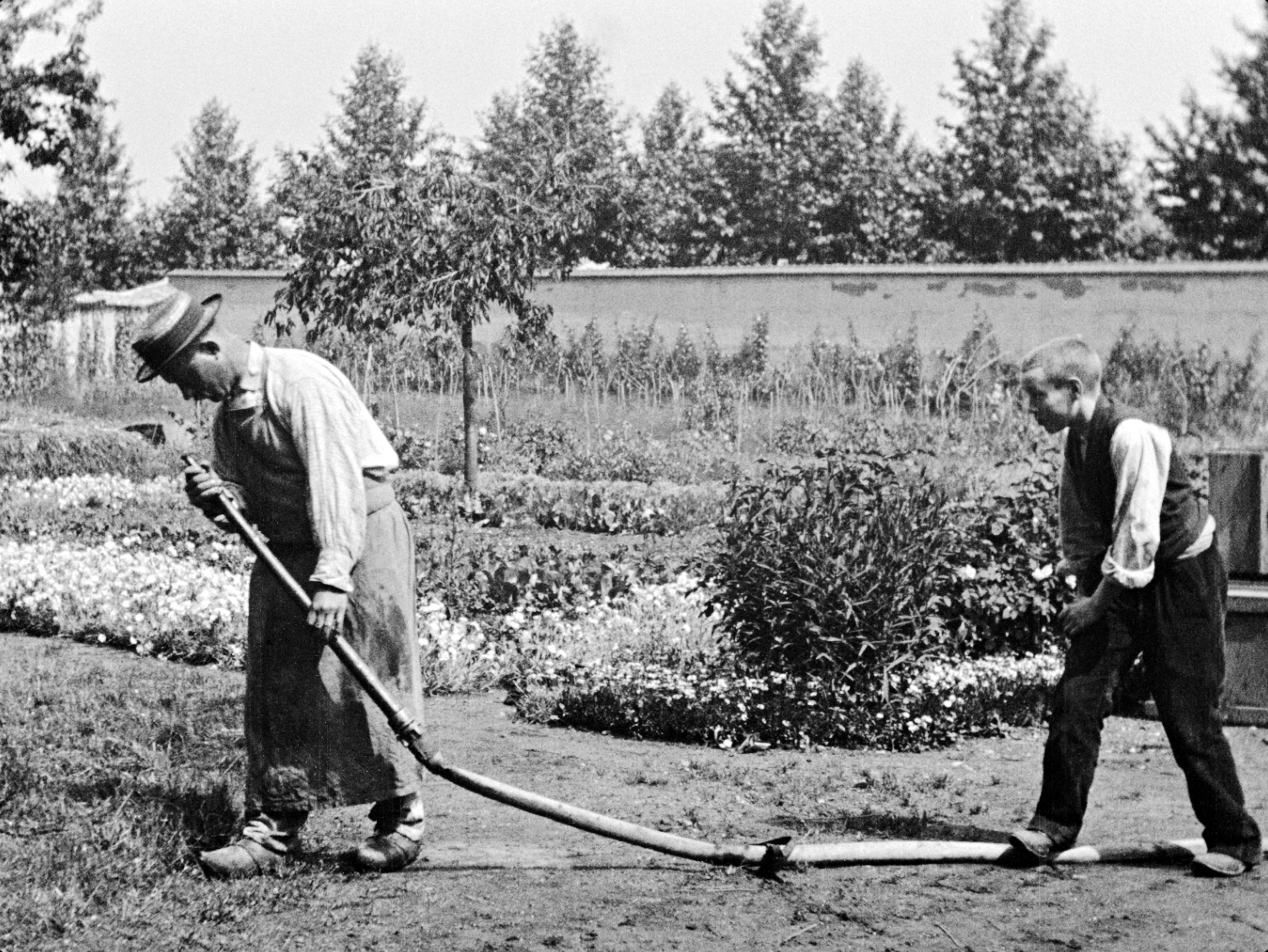
『水をかけられた散水夫』(1895年)、コメディ映画の最初の作例であり、架空の物語を描いた最初の作例でもある。

- ラ・シオタ駅への列車の到着 / L'Arrivée d'un train en gare de La Ciotat（1895年撮影、有料公開は1896年1月）
- 水をかけられた散水夫 / L'Arroseur Arrosé - おそらく世界最初の屋外で撮影されたコメディ映画
- 港を離れる小舟 / Barque sortant du port
- Chapeaux à transformations
- 自動ソーセージ屋 / La Charcuterie mécanique
- 塀の取り壊し[24] / Démolition d'un mur - 出演 オーギュスト・リュミエール（作業を指揮する男）
- 鍛冶屋 / Les Forgerons
- 海水浴 / La Mer
- リヨンの写真会議への到着 / Neuville-sur-Saône: Débarquement du congrès des photographie à Lyon
- 金魚釣り / La Pêche aux poissons rouges - 出演 オーギュスト・リュミエール、その娘アンドレ
- エカルテ遊び / Partie de cartes
- 写真家[24] / Photograph
- コルドリエ広場 / Place des Cordeliers à Lyon
- 赤ん坊の食事 / Repas de bébé - 出演 オーギュスト・リュミエール、その妻マルグリット、娘アンドレ
- 毛布ごと放り投げ[25] / Le Saut à la couverture
- 工場の出口 / La Sortie de l'usine Lumière à Lyon
- 馬芸会 / La Voltige
- 金魚鉢の中の金魚 / Bocal aux poissons rouges

### マックス・スクラダノフスキー
- 体操一家グルナート[26] / Akrobatisches Potpourri
- 児童プレッツ=ラレラのイタリアの農民ダンス[26] / Bauerntanz zweier Kinder
- カンガルーのボクシング試合[27] / Das Boxende Känguruh
- Die Serpentintänzerin

### その他
- メアリー女王の処刑 / The Execution of Mary Stuart - 監督 アルフレッド・クラーク（英語版）、映画における最初の特殊撮影（ストップ・トリック）[9]
- Young Griffo v. Battling Charles Barnett - 監督 ウッドヴィル・レイサム、出演 ヤング・グリフォ
- 社交界女性の入浴 / Le Bain d'une mondaine - 監督 アンリ・ジョリ（フランス語版）[12][28]

## 誕生
- 2月7日 - アニタ・スチュワート、アメリカ合衆国の女優、プロデューサー（+1961年）
- 2月19日 - ルイス・カルハーン、アメリカ合衆国の俳優（+1956年）
- 2月21日 - チャールズ・キング（英語版）、アメリカ合衆国の俳優（+1957年）
- 2月21日 - エイナー・アクセルソン（英語版）、スウェーデンの俳優（+1971年）
- 3月11日 - シャンプ・ハワード（英語版）、アメリカ合衆国の俳優（+1955年）
- 3月24日 - シド・セイラー（英語版）、アメリカ合衆国の俳優（+1962年）
- 3月25日 - ヴァレリー・インキジノフ（英語版）、ロシアの俳優（+1973年）
- 3月27日 - ベティ・シャーデ（英語版）、ドイツの女優（+1982年）
- 4月7日 - マルガレーテ・シェーン、ドイツの女優（+1985年）
- 5月6日 - ルドルフ・ヴァレンティノ、イタリアの俳優（+1925年）
- 6月24日 - ジャック・デンプシー、アメリカ合衆国のボクサー、俳優（+1983年）
- 7月13日 - シドニー・ブラックマー、アメリカ合衆国の俳優（+1973年）
- 7月25日 - インゲボルグ・スパングスフェルト（英語版）、デンマークの女優（+1968年）
- 7月26日 -  グレイシー・アレン（英語版）、アメリカ合衆国の女優（+1964年）
- 8月9日 -  ナット・ペンドルトン（英語版）、アメリカ合衆国のオリンピック・レスリング選手、俳優（+1967年）
- 8月16日 - ルシアン・リトルフィールド、アメリカ合衆国の俳優（+1960年）
- 9月11日 - ウノ・ヘニング（英語版）、スウェーデンの俳優（+1970年）
- 9月22日 - ポール・ムニ、オーストリアの俳優（+1967年）
- 10月4日 - バスター・キートン、アメリカ合衆国の俳優、監督（+1966年）
- 10月20日 - イヴリン・ブレント（英語版）、アメリカ合衆国の女優（+1975年）
- 10月21日 - エドナ・パーヴァイアンス、アメリカ合衆国の女優（+1958年）
- 11月14日 - ルイーズ・ハフ（英語版）、アメリカ合衆国の女優（+1973年）
- 12月3日 - タデウシュ・オルシャ（英語版）、ポーランドの俳優（+1975年）